# The Remix Suite
| Đánh giá chuyên môn | Đánh giá chuyên môn |
| Nguồn đánh giá      | Nguồn đánh giá      |
| Nguồn               | Đánh giá            |
| ------------------- | ------------------- |
| The A.V. Club       | (C)                 |
| Rolling Stone       | [ 2 ]               |

The Remix Suite (tiêu đề kỹ thuật số: Michael Jackson: The Remix Suite) là album tổng hợp những bản hit được phối lại của ca sĩ Michael Jackson. Mặc dù được dán nhãn là một bản phát hành của Michael Jackson, phần lớn các bản phối lại là các bản hit trong nhiệm kỳ của ông với The Jackson 5. Bắt đầu từ ngày 25 tháng 8, mỗi bản phối lại được phát hành dưới dạng "bộ" kỹ thuật số thông qua iTunes, AmazonMP3 và Rhapsody hai tuần một lần. Đây là album thứ năm được phát hành kể từ khi Jackson qua đời. Bộ đầu tiên bị rò rỉ trực tuyến hai tuần trước khi phát hành kỹ thuật số dự kiến của nó.

## Danh sách bài hát
Dưới đây là các ca khúc từ hai phiên bản CD, và sau đó là các bản nhạc từ EP, được đánh số theo số bộ.
| US | UK | AUS | JAP | EP    | Bài hát                                                                         | Thời lượng |
| -- | -- | --- | --- | ----- | ------------------------------------------------------------------------------- | ---------- |
| 1  | 1  | 1   | 1   | 1.1   | "Skywriter" (Stargate Remix)                                                    | 4:05       |
| 2  | 6  | 2   | 2   | 19 .2 | "Never Can Say Goodbye" (Neptunes Remix)                                        | 3:17       |
| 3  | 2  | 3   | 3   | 1.4   | "I Wanna Be Where You Are" (Dallas Austin Remix)                                | 4:14       |
| 4  | 4  | 4   | 4   | 1.3   | "Dancing Machine" (Polow da Don Remix)                                          | 3:16       |
| 5  | 5  | 5   | 5   | 1.5   | "ABC" (Salaam Remi Remix)                                                       | 3:29       |
| 6  | 7  | 6   | 6   | 2.1   | "Forever Came Today" (Frankie Knuckles "Directors Cut Late Night Antics" Remix) | 7:38       |
| 7  | 9  | 7   | 7   | 2.2   | "Dancing Machine" (Steve Aoki Remix)                                            | 4:40       |
| 8  | 10 | 8   | 8   | 2.3   | "Hum Along and Dance" (Morales Giamsta Remix)                                   | 5:48       |
| 9  | 14 | 9   | 9   | 3.1   | "Ain't No Sunshine" (Benny Blanco Remix)                                        | 3:08       |
| 10 | 15 | 10  | 10  | 3.2   | "Maria (You Were the Only One)" (Emile Haynie Remix)                            | 3:52       |
| 11 | 16 | 11  | 11  | 3.4   | "Maybe Tomorrow" (Carl Sturken and Evan Rogers Remix)                           | 3:09       |
| 12 | 18 | 12  | 12  | 3.5   | "Ben" (Konvict Remix)                                                           | 3:28       |
|    | 3  |     |     |       | "I Want You Back" (Element Remix)                                               | 3:04       |
|    | 8  |     |     | 4.1   | "I Want You Back" (Kenny Hayes Sunshine Funk Remix)                             | 4:31       |
|    | 11 |     |     |       | "ABC" (Verde Remix Edit)                                                        | 3:38       |
|    | 12 |     |     | 2.4   | "I Want You Back" (Dimitri from Paris Supa Funk Brakes Remix)                   | 6:08       |
|    | 13 |     |     | 2.5   | "Dancing Machine" (Paul Oakenfold Remix)                                        | 5:24       |
|    | 17 |     |     | 3.3   | "Who's Lovin' You" (No ID Remix)                                                | 4:16       |
|    |    |     |     | 4.2   | "ABC" (Mark Hoppus-Chris Holmes Remix)                                          | 3:15       |
|    |    |     | 13  | 4.3   | "Darling Dear" (Rejuvenated by Muro Remix)                                      | 4:36       |
|    |    |     |     | 4.4   | "The Love You Save" (DJ Cassidy Remix)                                          | 3:25       |
|    |    |     |     | 4.5   | "I'll Be There" (Wayne Wilkins Remix)                                           | 3:41       |
|    |    | 13  |     |       | "Dancing Machine" (Dave Audé vs. Havana Brown Remix)                            | 8:09       |

Hỗn hợp khuyến mại:
"I Want You Back" (Blame Remix - Radio Edit) 3:30
"ABC" (Verde Remix) 5:37

## Bản phối lại chưa được phát hành
Album tổng hợp, khi tin tức ban đầu được phát hành, nó có tiêu đề là The Remix Suites: I–V, như một EP thứ năm được lên kế hoạch phát hành vào ngày 20 tháng 10, với bản phát hành vật lý một tuần sau đó vào ngày 27. Những kế hoạch sau đó đã được thay đổi để có bản phát hành vật lý ra mắt vào ngày 20 và EP cuối cùng có lẽ đã bị xếp lại. Thông cáo báo chí thông qua MySpace bao gồm thông tin chi tiết về các bản phối lại có thể có trong bộ sưu tập, chẳng hạn như Jason Nevins thực hiện "I'll Be There", Theron Feemster thực hiện "I Wanna Be Where You Are" và Tricky Stewart thực hiện "I Want You Back".
Trang cũng đề cập đến sự tham gia của Swizz Beatz, Q-Tip, Ryan Leslie và Rodney Jerkins, nhưng không tiết lộ họ đã thực hiện những bài hát nào. Trang Classic Motown cũng đã đề cập đến Jim Jonsin, Rico Love, Colin Munroe và Eric Hudson.

## Ngày phát hành
| Hạng          | Ngày              |
| ------------- | ----------------- |
| I             | 25 tháng 8, 2009  |
| II            | 8 tháng 9, 2009   |
| III           | 22 tháng 9, 2009  |
| IV            | 6 tháng 10, 2009  |
| CD collection | 20 tháng 10, 2009 |